# 219-та танкова бригада (СРСР)
219-та танкова Кременчуцько-Берлінська Червонопрапорна орденів Суворова, Кутузова, Богдана Хмельницького бригада — танкова бригада, радянське військове з'єднання за часів Другої Світової війни.

## Бойовий шлях з'єднання
Бригада була сформована 30 серпня 1942 року в московському автобронетанковому центрі. З 26 вересня 1942 року — у складі діючої армії. Брала участь у боях Дем'янської наступальної, Курської оборонної, Бєлгородсько-Харківської і Полтавсько-Кременчуцької наступальних операцій.
Танкісти 219-ї танкової бригади 1-го механізованого корпусу 37-ї армії Степового фронту відзначилися при форсуванні Дніпра в ході Полтавсько-Кременчуцької наступальної операції 1943 року.
У ніч на 2 жовтня 586-й танковий батальйон, який прямував у авангарді бригади, форсував річку південніше Кременчука з завданням створити і утримати на правому березі Дніпра в районі Мишурин Ріг (нині Верхньодніпровський район Дніпропетровській області) плацдарм для розширення прориву оборони противника з подальшою задачею вести наступ у напрямку П'ятихатки—Кропивницький.
Переправившись на правий берег Дніпра, батальйон під командуванням старшого лейтенанта Тюркіна вийшов на висоти 122,7 і 122,2 на захід від села Калужине. Ще до світанку танкісти прорвали оборону противника на правому березі і завдали йому значних втрат. Подолавши протитанкові рови і дротяні загородження, звільнили Мишурин Ріг, Тарасівку, Бородаївку, Суслівку і ряд інших населених пунктів і продовжували розвивати успіх.
Наступного дня німці вирішили у що б не стало ліквідувати плацдарм. Контратаку танків противника підтримала авіація. У бою за висоту на північ від села Ганнівка командирський танк був підбитий. Комбат зайняв командирське місце в іншому танку і продовжував керувати боєм. Сили батальйону танули в нерівній боротьбі: знищена протитанкова батарея, з 30 танків залишилося 16.
Вранці 4 жовтня гітлерівці, підтягнувши свіжі резерви, знову контратакували позиції танкістів: 20 німецьких танків за підтримки до 120 автоматчіков почали контратаку вздовж дороги і річки Омельник. Одночасно на правий фланг батальйону рухалося 18, а на лівий — 12 танків противника. Запеклий бій тривав кілька годин. Ціною великих втрат ворогові вдалося вклинитися в бойові порядки батальйону. У критичний момент радянські танкісти, застосувавши тактику ближнього бою, вдалим маневром паралізували дії танків противника, що підтримували контратаку вогнем з флангів. Почалася танкова дуель, в ході якої противник був відкинутий.
Вісімнадцять діб утримував батальйон зайнятий рубіж. Тільки за три дні — 4, 5 і 6 жовтня — батальйон відбив 19 танкових атак. Вогнем танкістів було підбито 13 і знищено 5 німецьких танків, 20 артилерійських гармат різних калібрів, 5 мінометних батарей, 45 кулеметних точок, майже 800 солдатів і офіцерів противника.
За успішне форсування Дніпра, міцне закріплення плацдарму на його західному березі і проявлені при цьому відвагу і геройство старшому лейтенанту Дмитру Васильовичу Тюркіну і ще одинадцяти танкістам батальйону 20 грудня 1943 року були присвоєні звання Героя Радянського Союзу. А 219-й танковій бригаді на відзначення здобутої перемоги і визволення міста Кременчук наказом Верховного головнокомандувача присвоєне почесне найменування «Кременчуцька».
Осінню 1943 — зимою 1944 років 219-та танкова бригада 1-го мехкорпусу вже у складі 2-го Українського фронту брала участь у боях на Кіровоградському напрямку і відвоюванні міста Кропивницький.
Весною 1944 року бригаду перекинуто на 1-й Білоруський фронт: в червні — липні 1944 брала участь у звільненні Могильовської, а потім Брестської областей, штурмі Бресту і форсуванні Західного Бугу. В серпні 1944 року вела бої в Польщі, з боями дійшла до Варшави, де німці організували потужну оборону.
З 14 січня 1945 року 219-та танкова бригада 1-го мехкорпусу 2-ї гвардійської танкової армії 1-го Білоруського фронту брала участь у Варшавсько-Познанській наступальній операції. 14 січня війська 1-го Білоруського фронту перейшли в наступ з вісленських плацдармів. Прорвавши оборону противника, 219-та танкова бригада почали переслідувати ворога і увірвалася у місто Кутно. Першими увійшли в місто танки старшини Алтинова, старших сержантів Калінковського, Носкова, Савватеєва. Вони безстрашно вривалися в розташування противника, уражали його вогневі точки, нищили живу силу. У короткий термін танкісти знищили дві мінометні батареї, три протитанкові гармати, 11 автомашин з боєприпасами, понад 100 возів, кілька десятків ворожих солдатів та офіцерів.
У першій половині дня 23 січня бригада у взаємодії з іншими танковими частинами зайняла велике місто Ходзеж, а передовим загоном вийшла до річки Нотець і захопила переправи у населених пунктах Мільч і Дой-Уш. Як і в Кутно, у Ходзеж першим ще 22 січня увірвався танк старшого сержанта Калінковського. Екіпаж танка знищив дві ворожі артилерійські батареї, два танки, десятки солдатів і офіцерів противника. Танк увірвався на залізничну станцію, де влучними пострілами знищив ешелон з боєприпасами і автомашинами. Вийшовши на західну околицю міста танкісти зайняли зручну позицію, перегородивши гітлерівцям вихід з міста по шосейній дорозі. 24 березня 1945 старшому сержанту Степану Антоновичу Калінковському присвоєно звання Героя Радянського Союзу (посмертно).
23 січня бригада вийшла на кордон Польщі й Померанії. Вранці 31 січня в ході Вісло-Одерської стратегічної операції 219-та танкова бригада, діючи в передовому загоні 1-го механізованого корпусу, першою в 2-й гвардійській танковій армії досягла Одера в районі Кінітця північніше Кюстшина. Мотострілецький батальйон бригади під командуванням майора М. І. Ільїна першим форсував річку й захопив плацдарм.
В лютому-березні 1945 року бригада брала участь у Східно-Померанській операції, в ході якої радянські війська розсікли східно-померанське угруповання противника і оточили декілька дивізій. 6 квітня 1945 року «за вміле командування бригадою та проявлені мужність та героїзм у боях з німецько-фашистськими загарбниками» командиру бригади підполковнику Вайнрубу Евсію Григоровичу указом Президії Верховної Ради СРСР присвоєне звання Героя Радянського Союзу.
В квітні — травні 1945 року 219-та танкова бригада брала участь у Берлінській операції і штурмі столиці гітлерівської Німеччини міста Берліна. Незважаючи на запеклий опір ворога, 20 квітня танкісти-розвідники 219-ї танкової бригади під командуванням капітана Юркевича, старшого лейтенанта Леонова, молодшого лейтенанта Кирилова першими увірвалися в передмістя Берліна Вайсензе. В останні дні війни танкісти бригади вели вуличні бої на підступах до Рейхстагу. За відзнаку при штурмі Берліна наказом Верховного головнокомандувача 219-й Кременчуцькій танковій бригаді було присвоєне друге почесне найменування «Берлінська».

## Командири
Бригадою командували:
- комбриг Давидов Ніканор Карпович (за іншими даними підполковник Давидов Яків Олексійович, з 30.08.1942 до 01.12.1942),
- підполковник Хілобок Спиридон Тимофійович (з 02.12.1942 до 10.11.1943),
- підполковник Хлюпін Михайло Григорович (з 21.02.1944 полковник, з 11.11.1943 до 13.07.1944, загинув),
- підполковник Макаров Василь Степанович (з 20.11.1944 полковник, з 14.07.1944 до 26.12.1944),
- підполковник Вайнруб Евсій Григорович (з 27.12.1944 до 09.05.1945).

## Бойовий склад
| Станом на 30 серпня 1942 року - рота управління, - 586-й танковий батальйон, - 587-й танковий батальйон, - механізований батальйон, - протитанкова батарея, - зенітна батарея, - рота технічного забезпечення, - медпункт. | Станом на 22 травня 1944 року - управління бригади, - рота управління, - 1-й танковий батальйон (колишній 586 тбн), - 2-й танковий батальйон (колишній 587 тбн), - 3-й танковий батальйон, - моторизований батальйон автоматників, - зенітно-кулеметна рота, - рота технічного забезпечення, - медико-санітарний взвод. |

## Герої бригади
- Агієнко Віктор Трофимович — лейтенант, командир роти 586-го танкового батальйону,
- Алтинов Микола Миколайович — старшина, командир танка,
- Вайнруб Євсій Григорович — полковник, командир бригади,
- Волков Євген Федорович — лейтенант, командир взводу 586-го танкового батальйону,
- Калінін Іван Андрійович — молодший сержант, механік-водій танка,
- Калінковський Степан Антонович — старший сержант, механік-водій танка,
- Тюркін Дмитро Васильович — старший лейтенант, командир 586-го танкового батальйону.